# Claudi Marcel
|  | Per a altres significats, vegeu «Marcel». |

Claudi Marcel (en llatí Claudius Marcellus) era el cognomen de la família romana mes il·lustre de la gens Clàudia.
Plutarc diu que el primer que va portar el cognom Marcel va ser el conqueridor de Siracusa, cosa que sembla un error. No se sap qui va ser, però l'any 331 aC hi va haver un cònsol amb aquest cognom, Marc Claudi Marcel, (Marcus Claudius Marcellus).
Alguns personatges amb aquest nom van ser:
- Marc Claudi Marcel, cònsol cinc vegades i conqueridor de Siracusa l'any 212 aC.
- Marc Claudi Marcel, censor l'any 189 aC.
- Marc Claudi Marcel, pretor el 185 aC i cònsol el 183 aC.
- Marc Claudi Marcel, militar, lloctinent de Juli Cèsar a la guerra social.
- Gai Claudi Marcel, pretor l'any 80 aC.
- Marc Claudi Marcel, cònsol el 166 aC, 155 aC i 152 aC.
- Gai Claudi Marcel Major, cònsol l'any 49 aC.
- Gai Claudi Marcel Menor, amic de Ciceró i cònsol l'any 50 aC.
- Gai Claudi Marcel el Jove, un dels conspiradors amb Catilina
- Marc Claudi Marcel, nebot d'August.
- Marc Claudi Marcel Eserní, cònsol l'any 22 aC.